# Tris Speaker
Tristram E. Speaker (4. april 1888 – 8. december 1958) var en amerikansk professionel baseballspiller, der er kendt som en af de bedste offensive og defensive centerfielders i baseballhistorien. Han blev valgt ind i Baseball Hall of Fame i 1937. I 1999 opnåede han en 27. plads på en liste udarbejdet af The Sporting News over alle tiders 100 bedste baseballspillere, og baseballanalytikeren Bill James kårede Speaker som den fjerdebedste centerfielder nogensinde i sin New Historical Baseball Abstract i 2001. Speaker er indehaveren af rekorden for flest doubles i karrieren med 792, og han præsterede det femtehøjeste samlede batting average i historien. Desuden vandt han American Leagues MVP-pris i 1912 som ligaens mest værdifulde spiller, efter han havde ført ligaen med hensyn til home runs (10) og on base percentage (0,464).
Han fik sin major league-debut for Boston Red Sox i 1907, men blev først fast mand på holdet i 1909. Året efter skrev Red Sox kontrakt med leftfielderen Duffy Lewis, der sammen med Speaker og rightfielder Harry Hooper udgjorde den såkaldte "Million-Dollar Outfield", en stor del af Bostons World Series-sejre i 1912 og 1915. Det berømte trekløver blev brudt op i 1916, da Speaker blev sendt til Cleveland Indians i en byttehandel.
Hos Indians fungerede Speaker som både spiller og manager, og han førte holdet til en World Series-titel i 1920. Efter en mindre gamblingskandale i 1916 blev Speaker løst fra sin kontrakt, selvom beskyldningerne officielt blev trukket tilbage. I 1927 spillede han en sæson for Washington Senators, og året efter sluttede han karrieren hos Philadelphia Athletics som holdkammerat med Ty Cobb, der i sin tid havde vundet American League-battingtitlen (dvs. ført ligaen med hensyn til batting average) ni år i træk, indtil Speaker fravristede ham titlen i 1916.